# 前布羅赫科格爾山

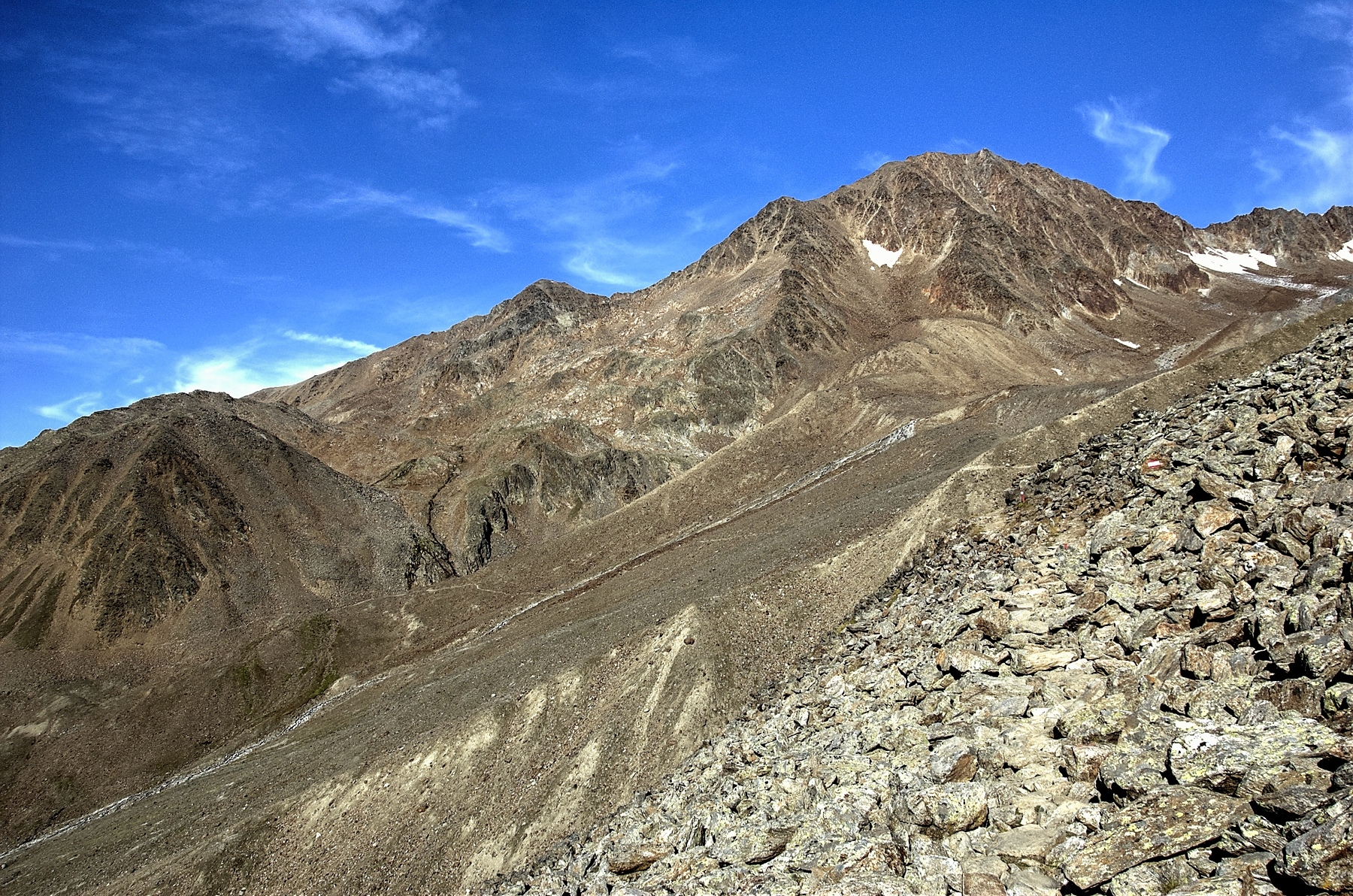

46°52′30″N 10°51′2″E / 46.87500°N 10.85056°E
前布羅赫科格爾山（德語：Vorderer Brochkogel），是奧地利的山峰，位於該國西部，由蒂羅爾州負責管轄，屬於奧茨塔爾阿爾卑斯山脈的一部分，距離後布羅赫科格爾山1.2公里，海拔高度3,565米，人類在1851年首次登頂。